# Pułapka czasu (powieść)
Pułapka czasu (ang. A Wrinkle in Time) – amerykańska fantastyczna powieść dla młodzieży, klasyfikowana jako young adult, autorstwa Madeleine L’Engle. Ukazała się po raz pierwszy w 1962. Zdobyła Newbery Medal, Sequoyah Book Award, Nagrodę im. Lewisa Carrolla i była nominowana do Nagrody im. Hansa Christiana Andersena. Powieść jest pierwszym tomem cyklu Kwintet Czasu. W Polsce ukazała się początkowo pod tytułem Fałdka czasu. Miało to miejsce w 1998, nakładem wydawnictwa Prószyński i S-ka. Książkę tłumaczyła Zofia Kierszys. Kolejne wydanie, w tłumaczeniu Anny Reszki ukazało się w 2018 nakładem wydawnictwa Mag.
Powieść opowiada o trójce bohaterów – dziewczynce Meg Murry, jej bracie o imieniu Charles Wallace oraz przyjacielu, Calvinie O’Keefe. Wyruszają oni w podróż razem z trzema tajemniczymi kobietami, aby odnaleźć ojca rodzeństwa. Za pomocą tesserowania, czy też fałdowania czasu zaczynają podroż po kosmosie. Historia skupia się na tematyce walki dobra ze złem oraz pokazuje dojrzewanie postaci do czasów nastoletnich. Powieść dotyka też tematyki duchowej oraz poszukiwania celu w życiu.
Powieść doczekała się dwóch adaptacji filmowych: telewizyjnej w 2003, reżyserowanej przez Johna Kenta Harrisona oraz kinowej w 2018, której reżyserem została Ava DuVernay.